# Seipiniemi
Seipiniemi är en ö i Finland. Den ligger i sjön Kiantajärvi och i kommunen Suomussalmi i den ekonomiska regionen  Kehys-Kainuu  och landskapet Kajanaland, i den nordöstra delen av landet, 600 km norr om huvudstaden Helsingfors. Öns area är 1,4 hektar och dess största längd är 170 meter i sydöst-nordvästlig riktning.